# Troisième trilogie de Star Wars
Pour un article plus général, voir Star Wars au cinéma.
 Pour plus de détails, voir Fiche technique et Distribution
La troisième trilogie de Star Wars est une série de trois films de la saga Star Wars créée par George Lucas, sortis entre 2015 et 2019. Elle est produite par Lucasfilm propriété de The Walt Disney Company. Cette trilogie est composée des épisodes VII à IX, et fait suite à Star Wars, épisode VI : Le Retour du Jedi, sorti en 1983, dans la chronologie de la saga. George Lucas avait prévu une suite à la trilogie originale au milieu des années 1970, mais avait abandonné cette idée à la fin des années 1990. En 2012, The Walt Disney Company a acheté la société Lucasfilm, et a annoncé la production de cette nouvelle trilogie.
Le premier volet, Star Wars, épisode VII : Le Réveil de la Force, commence sa phase de pré-production le 30 octobre 2012, et sort le 16 décembre 2015 en France, et le 18 décembre 2015 aux États-Unis. Le film, succès mondial avec plus de 2 milliards de dollars de recettes, est réalisé par J. J. Abrams, qui a aussi co-écrit le scénario avec Lawrence Kasdan. Harrison Ford, Mark Hamill et Carrie Fisher, ainsi que d'autres acteurs de la trilogie originale reprennent leurs rôles, et partagent l'affiche avec une nouvelle génération d'acteurs au centre de cette troisième trilogie de la saga Star Wars : Daisy Ridley, John Boyega, Adam Driver et Oscar Isaac.
Le second volet, Star Wars, épisode VIII : Les Derniers Jedi est sorti le 13 décembre 2017,, avec pour réalisateur et scénariste Rian Johnson. Ce dernier a aussi écrit une ébauche scénaristique pour l'épisode IX, qui devait être réalisé par Colin Trevorrow avant de quitter le projet, pour être remplacé par J. J. Abrams. L'épisode IX, L'Ascension de Skywalker sorti fin 2019, met également un terme à la Saga Skywalker, fil rouge des trois trilogies.
Les trois épisodes de cette trilogie ont entièrement été tournés en pellicule argentique 35 mm (65 mm pour Star Wars IX) fournie par Kodak, dernière entreprise produisant ce support argentique,.

## Développement initial
Mark Hamill a déclaré qu'en 1976, alors qu'il tournait le tout premier opus de la saga en Tunisie avec George Lucas, ce dernier lui a dit que trois trilogies Star Wars étaient prévues,. Lucas a suggéré que Mark Hamill pourrait faire un caméo dans l'épisode IX, qu'il imaginait tourner en 2011. Un article de Time Magazine a rapporté en mars 1978, en citant George Lucas, qu'il pourrait y avoir dix films après l'épisode V : L'Empire contre-attaque. Gary Kurtz était en outre au courant de différents éléments pour les épisodes VII, VIII et IX avant 1980,.
En 1980, en même temps qu'il réalise L'Empire contre-attaque, George Lucas déclare qu'il souhaite faire sept films après ce dernier. il dit avoir déjà douze pages de grandes lignes pour ces films. Dans un entretien avec Jim Steranko pour Prevue, publiée à la fin des années 1980, George Lucas décrit de quelle manière il avait imaginé pour Star Wars un scénario plus long :
« Donc, je pris le scénario, et je l'ai divisé en trois histoires, et réécrit le premier. En même temps que je l'écrivais, j’avais quelques idées pour un film sur les robots, avec aucun être humain. Quand j'en suis arrivé à travailler sur les wookiees, je pensais à un film juste à propos de ces derniers. Donc, pendant un moment, j'avais pas mal d'idées de films bizarres avec juste ces personnages. Ensuite, j'ai imaginé faire deux autres films, divisés en trois parties chacun, c'est-à-dire deux trilogies. Quand j’ai commencé à y voir plus clair, j'ai dit, "C'est vraiment super. Je vais faire une autre trilogie qui a lieu après celle-là." J'avais alors trois trilogies qui formaient en tout neuf films, et puis d'autres films plus bizarres. Finalement, il y avait douze films. »,.
Il a ensuite ajouté « j'ai éliminé les films bizarres, parce qu'ils ne sont pas vraiment en lien avec la saga Star Wars. Je vais juste garder la trame pure. c'est-à-dire une saga en neuf parties qui a un début, un milieu et une fin. Il y a une progression sur une période d'environ cinquante ou soixante ans, avec une vingtaine d'années entre les trilogies, chaque trilogie prenant environ six ou sept ans » Dans cette interview, Lucas a également déclaré qu'il avait « les titres et dix pages de grandes lignes pour chacun des neuf épisodes ». Dans une interview avec Gary Kurtz, dans le même magazine, ce dernier a déclaré : « Que les neuf ou douze films soient véritablement réalisés dépend du ressenti de George au fil du temps. La saga peut se terminer de la façon dont il l'avait initialement prévu ou complètement changer. Comme les films sont faits, chacune des histoires se développe. Je pense que la direction de la saga peut alors se modifier un peu ». Dans une interview avec le magazine Starlog, publiée en septembre 1981, Lucas a confirmé qu'il avait déjà l'intrigue des neuf films, avertissant : « Mais il y a un long chemin à faire entre l'intrigue et le script. Je viens de l'éprouver avec Le Retour du Jedi, et ce qui semble être une excellente idée, décrite en trois phrases ne tient pas ensemble quand vous essayez de faire à partir de cet élément cinq ou six scènes. Donc les grandes lignes changent beaucoup quand elles commencent à être mises sous forme de script »,,,.

## Abandon de l'idée et acquisition par Disney
De 1997 au milieu de 2012, George Lucas a souvent déclaré qu'il ne prévoyait pas de faire la troisième trilogie, et qu'il n'autoriserait personne à le faire non plus,,,,. Il a donné diverses explications pour l'abandon apparent de l'idée de tourner cette trilogie.
En août 1999, lors d'une conférence de presse à New York à l'occasion de la sortie de La Menace Fantôme, Lucas a décrit « les neuf ans d'engagement » nécessaires pour faire une trilogie Star Wars. En 2002, il dit « Au fond, ce que je disais comme une plaisanterie, « Peut-être que quand Harrison et Carrie auront 70 ans, nous allons revenir et faire une autre version », et bien, la chose que je ne savais pas alors, et dont je me rends compte maintenant très clairement, est que non seulement ils sont septuagénaires, mais moi aussi »,. En 2007, Lucas a décrit la réalisation de films à cet âge-là comme étant « une idée qui semblait amusante à l'époque, mais pas réaliste maintenant », et a suggéré que les déclarations qu'il avait faites dans les années précédentes avait été interprétées comme des affirmations absolues.
Lors d'une conférence de presse en 1997, Lucas a déclaré « Tout le monde dit « Eh bien, allez-vous faire des suites aux trois premiers ? » Mais [ces suites] étaient un ajout postérieur, je n'ai pas de scripts pour ces films-là. La seule idée que j’avais, c'est qu'il serait amusant de récupérer tous les acteurs, de les faire revenir quand ils sont vieux, à 60 ou 70 ans, et d'en faire trois nouveaux films, mais avec leurs problèmes de personnes âgées »,. Dans un numéro de 1997 de Star Wars Insider, il ajoute « L'histoire complète a six épisodes. Si jamais je vais au-delà, ce serait quelque chose que j'inventerais complètement. Je n'ai pas vraiment d'autre idée à part « Hé, il serait intéressant de voir ce que devient Luke Skywalker après » Ce ne serait pas une partie de l'histoire principale, mais une suite. »,.
Dans une interview publiée dans Vanity Fair en février 1999, Lucas a déclaré « Quand vous le voyez en six parties, vous comprendrez. Il se termine vraiment à la sixième partie. je n'ai jamais eu d'histoire pour les suites, pour ceux qui viennent après »,,. En 2008, après la sortie des six films, Lucas a dit « Les films étaient l'histoire d'Anakin Skywalker et Luke Skywalker, et quand Luke sauve la galaxie et retrouve son père, c'est là que l’histoire se termine »,.
En 1999, interrogé sur la possibilité qu'une autre personne fasse des films Star Wars, Lucas déclare « Probablement pas, c'est mon truc »,,. En 2008, dans une interview à Total Film, Lucas exclut l'idée que quelqu'un d'autre fasse des films Star Wars. Interrogé pour savoir s'il serait heureux pour que de nouveaux films Star Wars soient réalisés après sa mort, il a dit « J'ai laissé des instructions très explicites pour qu'il n'y ait pas d'autres films. Il n’y aura donc certainement pas d'épisodes VII à IX. C'est parce qu'il n'y a aucune histoire. Je veux dire, je n'ai jamais pensé à quoi que ce soit. Et maintenant, il y a eu des romans sur les événements après l'épisode VI, qui ne sont pas du tout comme je l’aurais pensé. L'histoire de Star Wars, c'est la tragédie de Dark Vador. Voilà l'histoire. Une fois que Vador meurt, il ne revient pas à la vie, l'empereur n’est pas cloné et Luke ne se marie pas »,.
Cependant, après l'acquisition par Disney de Lucasfilm, Lucas, assis aux côtés de la nouvelle présidente de Lucasfilm, Kathleen Kennedy, a déclaré « Je me suis toujours dit que je ne voulais pas en faire plus, et c'est vrai, parce que je ne vais pas en faire plus. Mais cela ne signifie pas que je suis réticent à le remettre à Kathy pour faire de nouvelles choses »,.

## La troisième trilogie

### Idées envisagées par George Lucas
George Lucas avait différentes idées pour l'histoire des épisodes VII, VIII et IX qu'il donna au président de Disney, Bob Iger, au moment où Lucasfilm a été vendu à Disney en 2012. Cependant, lors d'une interview avec CinemaBlend en janvier 2014 pour promouvoir la sortie prochaine du film d'animation de Lucasfilm Strange Magic (film), Lucas a révélé que, finalement, Disney a choisi de ne pas utiliser les idées qu'il avait écrites et remises au moment de l'acquisition, et que la société a choisi de partir d'autre chose pour les films à venir. « Ils en sont venus à la décision qu'ils ne veulent pas vraiment travailler à partir de ce que j’ai écrit. Donc ils ont fait leur propre histoire. Donc ce n'est pas ce que j’ai écrit à l'origine »,.
Aucune information sur les idées originelles de Lucas n'a été dévoilée ; toutefois, au cours des 35 années précédentes, Lucas a donné de nombreuses informations sur le contenu de la troisième trilogie telle qu'il la concevait, y compris les possibilités suivantes, et parfois contradictoires :
- L'épisode VII devrait commencer environ 20 (ou peut-être 30-40) ans après la fin du Retour du Jedi (d'après Lucas, en 1980 et 1982)[16],[34].
- R2-D2 et C-3PO seraient les seuls personnages qui continueraient à être présents, devant être visibles dans les neuf films, (d'après Lucas, en 1980, 1981 et 1983)[16],[35],[36].
- La trilogie tournerait autour de la reconstruction de la République (d'après Lucas, en 1980)[37].
- Elle consisterait en l'histoire d'un groupe de personnes, d'une famille (d'après Lucas, en 1980)[E 16],[16].
- L'accent serait mis sur le voyage de Luke Skywalker pour devenir le premier chevalier Jedi, avec sa sœur (qui n'était pas Leia) apparaissant dans l'épisode VIII, et la première apparition de l'Empereur[13],[14],[38].
- La confrontation ultime de Luke avec l'Empereur aurait lieu dans l'épisode IX (idées de Lucas avant 1980, selon Gary Kurtz, le producteur d'Un nouvel espoir et L'Empire contre-attaque)[38].
- Luke aurait une relation amoureuse avec une femme (d'après Lucas, en 1988)[39].
- Le thème principal de la trilogie serait les problèmes moraux et philosophiques, autour de la nécessité de faire des choix moraux, et de la sagesse nécessaire pour distinguer le bien du mal (d'après Lucas, en 1983 et 1989)[40],[41].
- Les acteurs clés, comme Mark Hamill (Luke Skywalker), Harrison Ford (Han Solo) et Carrie Fisher (Leia Organa), seraient présents, âgés de 60 ou 70 ans, et l’histoire tournerait autour de leurs problèmes en tant que personnes âgées (d'après Lucas, en 1983)[19],[40].
- Dans l'épisode IX, Hamill apparaitrait sous forme de caméo, « comme Obi-Wan, quand il remet le sabre laser dans Un Nouvel Espoir » (selon Mark Hamill, en 2004)[1].
- Lucas a aussi déclaré à propos de la troisième trilogie : « L'autre trilogie - ce qui arrive à Luke, après - est beaucoup plus éthérée. J'ai un petit carnet rempli de notes à ce propos. Si je suis vraiment ambitieux, je pourrais essayer de commencer à comprendre ce qui arrive à Luke »[E 17] (d'après Lucas, en 1980)[42].

Interviewé en 2012, après l'annonce de la nouvelle trilogie, le biographe de George Lucas, Dale Pollock, a déclaré qu'il avait, dans les années 1980, lu les grandes lignes des douze épisodes de Star Wars prévus par Lucas, mais avait été tenu de signer un accord de confidentialité. D'après lui :
- « Les trois histoires les plus passionnantes étaient l'épisode VII, VIII et IX. Ils avaient une action soutenue, de nouveaux mondes très intéressants, et de nouveaux personnages. Je me souviens avoir pensé « je veux voir ces 3 films » »[E 18].
- Les films de la troisième trilogie impliqueraient Luke Skywalker, à 30 et 40 ans.
- Disney devrait utiliser les idées de Lucas comme base pour la troisième trilogie, car ils les ont récupérées avec le rachat Lucasfilm[43].

Timothy Zahn, auteur d'une série de romans sur Star Wars, a également été interviewé en 2012. Il a confirmé que la trilogie suivante ne serait pas basée sur ses œuvres, mais a dit qu'il avait été informé au début des années 1990 des plans de Lucas pour de possibles suites. Il a déclaré :« L'idée originale comme je l'ai comprise - et Lucas change tout le temps d'avis, de sorte que ça peut ne pas être ce qu'il pense en ce moment - c'est qu'il y allait avoir trois générations. Vous avez eu la trilogie originale, puis ça a été un retour au père de Luke, découvrant ce qui lui est arrivé, et donc, s'il y avait un septième, huitième, et neuvième films, ce serait autour des enfants de Luke »,.
Comme annoncé par Lucasfilm, la nouvelle trilogie signifiait aussi que l'univers développé autour de la saga, appelé l'univers étendu, n'est plus officiel, afin de donner « la liberté de création maximale pour les réalisateurs et les scénaristes, et pour préserver également la surprise et la découverte du public ». Une grande partie de l'ancien contenu continue d'être disponible sous le sigle Star Wars Legends.

### Star Wars, épisode VII: Le Réveil de la Force

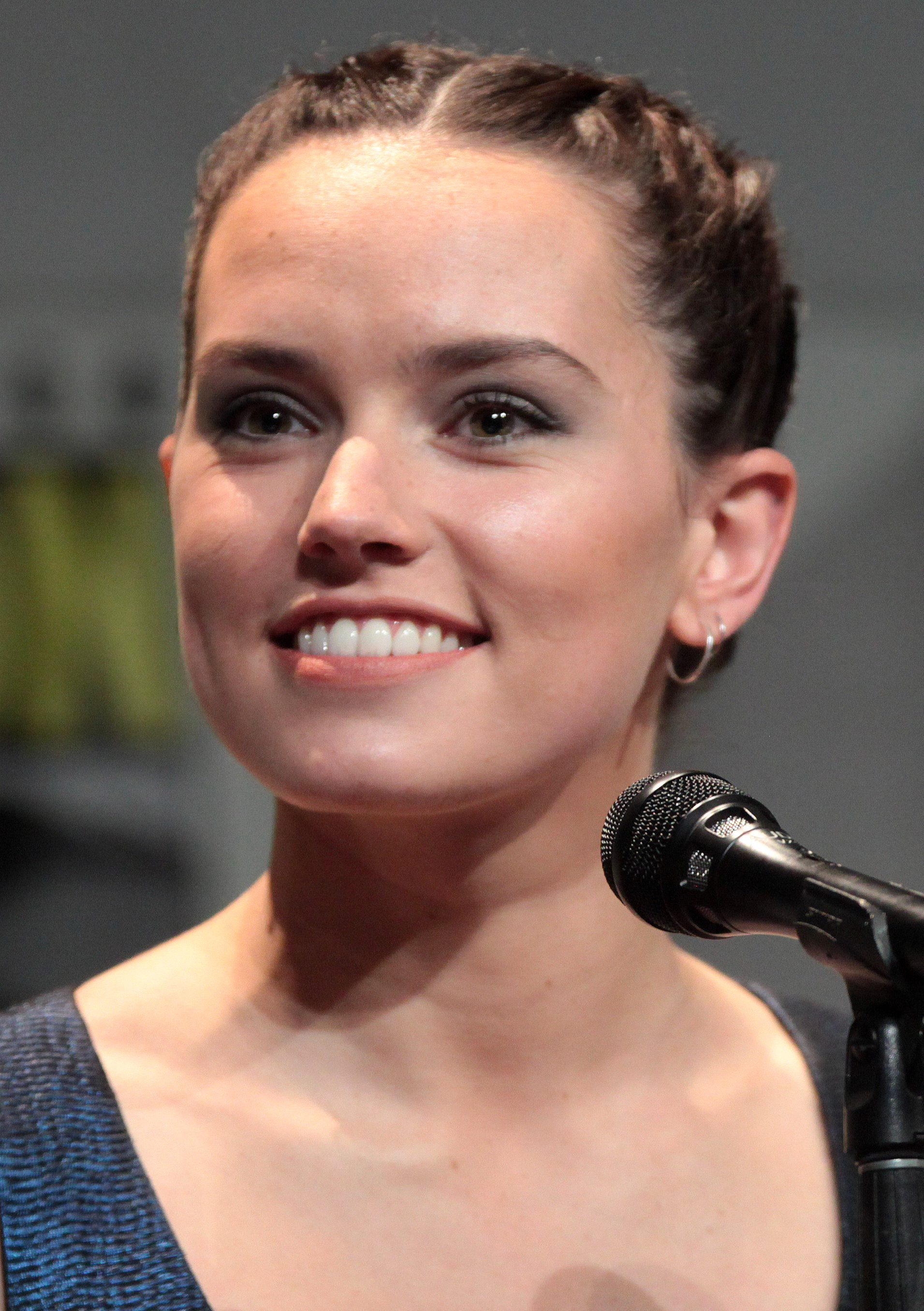
Daisy Ridley, actrice principale de l'épisode VII

Le premier volet de la trilogie, Star Wars, épisode VII : Le Réveil de la Force, a lieu environ 30 ans après les événements du Retour du Jedi et comprend de nouveaux personnages, ainsi que des personnages de la trilogie originale, dont Luke Skywalker, Han Solo, Princesse Leia, C-3PO, R2-D2 et Chewbacca,. Ce film, comme les deux suivants, est basé sur un scénario original et non pas sur un scénario issu de l'univers étendu.
Le casting original rejoint les nouveaux arrivants que sont John Boyega, Daisy Ridley, Adam Driver et Oscar Isaac. Il est réalisé par J. J. Abrams qui a coécrit le scénario avec Lawrence Kasdan, coauteur des scénarios de l’Empire contre-attaque et Le Retour du Jedi. George Lucas a conseillé J. J. Abrams en tant que consultant créatif ; cependant, il n'a pas été impliqué dans le film et selon un représentant du créateur de Star Wars, il aimerait idéalement ne pas voir d'image jusqu'à ce qu'il entre dans le cinéma, en décembre 2015,,,. Le film est entré en pré-production le 30 octobre 2012. La production a commencé en avril 2014 ; le film sort en décembre 2015. Aux États-Unis, le film est classé PG-13 « pour des scènes de science-fiction et d'action violentes ». C'est le deuxième film Star Wars à recevoir cet avertissement après La Revanche des Sith. Les autres films de la saga ont reçu un classement "Tous publics".

### Star Wars, épisode VIII: Les Derniers Jedi
Le 20 juin 2014, Rian Johnson a été choisi pour écrire et réaliser l'épisode VIII de la saga et écrire l'épisode IX,. Kathleen Kennedy, Ram Bergman, Lawrence Kasdan et Simon Kinberg sont producteurs. Steve Yedlin est annoncé comme directeur de la photographie. Johnson a confirmé en août 2014 qu'il allait diriger l'épisode VIII. Le film est sorti le 13 décembre 2017.
En mars 2015, Oscar Isaac a confirmé qu'il reprendra son rôle de Poe Dameron dans l'épisode VIII,,. En juillet 2015, il a été signalé que Benicio del Toro a été considéré pour jouer un méchant dans l'épisode VIII, ; l'acteur a confirmé plus tard qu'il avait été contacté. En septembre 2015, il a été rapporté que Gugu Mbatha-Raw, Tatiana Maslany, Gina Rodriguez et Olivia Cooke étaient sur la liste des acteurs intéressants la production du film. Le 20 janvier 2016, Disney repousse la sortie de Star Wars VIII de 7 mois à décembre 2017,,.
Comme l'épisode VII, le tournage de l'épisode VIII a lieu aux studios Pinewood près de Londres,. Dans une interview accordée à Wired, Abrams a déclaré que le script du film était terminé. En septembre 2015, quelques tournages de pré-production ont eu lieu sur l'île de Skellig Michael, en Irlande, pour profiter de meilleures conditions météorologiques. Le tournage principal commence en janvier 2016 et se termine en août 2016. Carrie Fisher, qui a tourné toutes ses scènes pour ce film dans le rôle de la Générale Leia Organa, décède d'une attaque cardiaque à 60 ans, le 27 décembre 2016.

### Star Wars, épisode IX: L'Ascension de Skywalker
En août 2015, Colin Trevorrow a été annoncé comme réalisateur de l'épisode IX. Comme les deux précédents opus, l'épisode IX sera tourné au format 35 mm. Mais après des différends créatifs, Trevorrow quitte le projet en 2017. J.J. Abrams reprend le poste de réalisateur.
Après le décès de Carrie Fisher alias Leia Organa, en décembre 2016, le film voit son scénario être entièrement modifié. L'ébauche originale écrite par Colin Trevorrow, intitulée Star Wars: Episode IX – Duel of the Fates, fuite sur Internet en 2020.

## Fiche technique
| Star Wars, épisode VII : Le Réveil de la Force | Star Wars, épisode VIII : Les Derniers Jedi       | Star Wars, épisode IX : L'Ascension de Skywalker  |                                                   |
| ---------------------------------------------- | ------------------------------------------------- | ------------------------------------------------- | ------------------------------------------------- |
| Titre original                                 | Star Wars: Episode VII The Force Awakens          | Star Wars: Episode VIII The Last Jedi             | Star Wars: Episode IX The Rise of Skywalker       |
| Réalisateurs                                   | J. J. Abrams                                      | Rian Johnson                                      | J. J. Abrams                                      |
| Scénaristes                                    | J. J. Abrams                                      | Rian Johnson                                      | J. J. Abrams                                      |
| Scénaristes                                    | Lawrence Kasdan                                   |                                                   | Chris Terrio                                      |
| Scénaristes                                    | Michael Arndt                                     |                                                   |                                                   |
| Musique                                        | John Williams                                     | John Williams                                     | John Williams                                     |
| Photographie                                   | Daniel Mindel                                     | Steve Yedlin                                      | Daniel Mindel                                     |
| Montage                                        | Maryann Brandon                                   | Bob Ducsay                                        | Maryann Brandon                                   |
| Montage                                        | Mary Jo Markey                                    |                                                   |                                                   |
| Production                                     | Kathleen Kennedy                                  | Kathleen Kennedy                                  | Kathleen Kennedy                                  |
| Production                                     | J. J. Abrams                                      |                                                   |                                                   |
| Production                                     | Jason D. McGatlin                                 |                                                   |                                                   |
| Production                                     | Bryan Burk                                        | Ram Bergman                                       | Ram Bergman                                       |
| Production                                     | Michelle Rejwan                                   |                                                   | Michelle Rejwan                                   |
| Société de distribution                        | Walt Disney Studios Motion Pictures International | Walt Disney Studios Motion Pictures International | Walt Disney Studios Motion Pictures International |
| Genre                                          | Science-fiction, space opera                      | Science-fiction, space opera                      | Science-fiction, space opera                      |
| Durée                                          | 135 minutes                                       | 152 minutes                                       | 142 minutes                                       |
| Dates de sortie États-Unis / Canada            | 18 décembre 2015                                  | 15 décembre 2017                                  | 20 décembre 2019                                  |
| Dates de sortie France                         | 16 décembre 2015                                  | 13 décembre 2017                                  | 18 décembre 2019                                  |
| Avancement                                     | Sortis                                            | Sortis                                            | Sortis                                            |

## Distribution
|                                                             | Films                                              | Films                                                   | Films                                            |
| Star Wars, épisode VII : Le Réveil de la Force (2015)       | Star Wars, épisode VIII : Les Derniers Jedi (2017) | Star Wars, épisode IX : L'Ascension de Skywalker (2019) |                                                  |
| Personnages introduits par la trilogie originale            | Personnages introduits par la trilogie originale   | Personnages introduits par la trilogie originale        | Personnages introduits par la trilogie originale |
| ----------------------------------------------------------- | -------------------------------------------------- | ------------------------------------------------------- | ------------------------------------------------ |
| Luke Skywalker                                              | Mark Hamill                                        | Mark Hamill                                             | Mark Hamill                                      |
| Générale Leia Organa                                        | Carrie Fisher                                      | Carrie Fisher                                           | Carrie Fisher (rushes)                           |
| Han Solo                                                    | Harrison Ford                                      |                                                         | Harrison Ford                                    |
| Chewbacca                                                   | Peter Mayhew                                       | Peter Mayhew (consultant)                               |                                                  |
| Chewbacca                                                   | Joonas Suotamo                                     |                                                         |                                                  |
| C-3PO                                                       | Anthony Daniels                                    | Anthony Daniels                                         | Anthony Daniels                                  |
| R2-D2                                                       | Kenny Baker (consultant)                           |                                                         |                                                  |
| R2-D2                                                       | Jimmy Vee,                                         |                                                         |                                                  |
| Yoda                                                        |                                                    | Frank Oz (voix et marionnette)                          |                                                  |
| Amiral Ackbar                                               | Timothy D. Rose                                    | Timothy D. Rose                                         |                                                  |
| Nien Nunb                                                   | Mike Quinn                                         | Mike Quinn                                              | Mike Quinn                                       |
| Lando Calrissian                                            |                                                    |                                                         | Billy Dee Williams                               |
| Palpatine                                                   |                                                    |                                                         | Ian McDiarmid                                    |
| Personnages introduits par le film Le Réveil de la Force    |                                                    |                                                         |                                                  |
| Finn                                                        | John Boyega                                        | John Boyega                                             | John Boyega                                      |
| Rey                                                         | Daisy Ridley                                       | Daisy Ridley                                            | Daisy Ridley                                     |
| Poe Dameron                                                 | Oscar Isaac                                        | Oscar Isaac                                             | Oscar Isaac                                      |
| Kylo Ren                                                    | Adam Driver                                        | Adam Driver                                             | Adam Driver                                      |
| Capitaine Phasma                                            | Gwendoline Christie                                | Gwendoline Christie                                     |                                                  |
| Maz Kanata                                                  | Lupita Nyong'o                                     | Lupita Nyong'o                                          | Lupita Nyong'o                                   |
| Suprême leader Snoke                                        | Andy Serkis                                        | Andy Serkis                                             |                                                  |
| Général Hux                                                 | Domhnall Gleeson                                   | Domhnall Gleeson                                        | Domhnall Gleeson                                 |
| Kaydel Ko Connix                                            | Billie Lourd                                       | Billie Lourd                                            | Billie Lourd                                     |
| Temmin "Snap" Wexley                                        | Greg Grunberg                                      |                                                         | Greg Grunberg                                    |
| Lor San Tekka                                               | Max von Sydow                                      |                                                         |                                                  |
| Personnages introduits par le film Les Derniers Jedi        |                                                    |                                                         |                                                  |
| Rose Tico                                                   |                                                    | Kelly Marie Tran                                        | Kelly Marie Tran                                 |
| Vice-amiral Amilyn Holdo                                    |                                                    | Laura Dern                                              |                                                  |
| DJ                                                          |                                                    | Benicio del Toro                                        |                                                  |
| Personnages introduits par le film L'Ascension de Skywalker |                                                    |                                                         |                                                  |
| Jannah                                                      |                                                    |                                                         | Naomi Ackie                                      |
| Général Pryde                                               |                                                    |                                                         | Richard E. Grant                                 |
| Zorii Bliss                                                 |                                                    |                                                         | Keri Russell                                     |
| Beaumont Kin                                                |                                                    |                                                         | Dominic Monaghan                                 |